# Султан-Али
Али́ Мирза́ Сефеви́, также известный как Султа́н-Али́ Сефеви́ (? — 1494) — седьмой и предпоследний глава ордена Сефевие (1488—1494), первый сын и преемник Шейха Гейдара, старший брат будущего шаха Персии Исмаила I.

## Биография
Али Мирза Сефеви был старшим сыном Шейха Хайдара от его жены Алам-Шах Бегум (Халима, Марта), дочери Узун-Хасана, султана государства Ак-Коюнлу (1453—1478), и Деспины-хатун. Он сменил своего отца на посту главы ордена Сефевие после его гибели в Табасаране в Дагестане в июле 1488 года. Али Мирза Сефеви был первым главой ордена Сефевие, который принял титул «Падишах». По словам профессора Роджера Сейвори, это было «ясным указанием на то, что на этом этапе Сефевиды стремились к мирской и духовной власти».
В какой-то момент суфии ордена Сефевие собрались в Ардебиле вокруг Али Мирзы Сефевида и подстрекали его «отомстить за смерть своего отца», в которой был замешаны султаны Ак-Коюнлу . Встревоженный этой новостью, правитель Ак-Коюнлу Якуб бин Узун Хасан (1478—1490) отдал приказ об аресте Али Мирзы Сефеви и ряда его родственников, включая его мать и двух братьев . Они были заключены в тюрьму в крепости Истахр в провинции Фарс. Если бы не вмешательство его матери, которая также была сестрой Якуба бин Узун Хасана, последний, вероятно, казнил бы Али Мирзу и его братьев.
Али Мирза Сефеви провёл в тюремном заключении более четырёх лет. В конце концов он был освобождён в 1493 году принцем Рустамом из династии Ак-Коюнлу. Рустам-хан был одним из претендентов на султанский престол после смерти Якуба ибн Узун Хасана в 1490 году. Рустам хотел использовать Али Мирзу Сефевида и его последователей (то есть членов ордена Сефевие) для захвата султанского престола. В свою очередь, Рустам якобы пообещал Али Мирзе Сефевиду отдать ему «трон Ирана после его собственной смерти» . В последующий период, в 1493 году, Али Мирза Сефеви и его люди помогли Рустаму победить действующего султана Байсункура ибн Ягуба (1490—1493). Однако вскоре после этого, в 1494 году, султан Рустам понял, что Али Мирза Сефевид и его орден были реальной угрозой его собственному положению, и поэтому приказал арестовать Али Мирзу Сефевида и его братьев. Али Мирза Сефеви и его братья в сопровождении небольшой свиты сумели бежать из лагеря Рустама и направились в Ардебиль. Но Рустам знал, что воссоединение Али Мирзы Сефеви и его людей может означать возможную опасность для его собственного положения. Таким образом, он отправил конный отряд в погоню за беглецами.
Осознав свою неизбежную судьбу, Али Мирза Сефеви назначил своим преемником своего брата Исмаила (1487—1524) и приказал ему двигаться вперёд, чтобы достичь Ардебиля. Сам он был схвачен войсками Ак-Коюнлу в Шамасби близ Ардебиля и убит. По приказу его матери, Алам-Шах Бегум (Халимы), его тело было доставлено в Ардебиль, где оно было похоронено. Его младший брат Исмаил в конечном итоге основал империю Сефевидов несколько лет спустя и стал известен в шахиншах Персии Исмаил I (1501—1524).